# Bistum Tacámbaro
Das Bistum Tacámbaro (lateinisch Dioecesis Tacambarensis, spanisch Diócesis de Tacámbaro) ist eine in Mexiko gelegene römisch-katholische Diözese mit Sitz in der Stadt Tacámbaro de Codallos im Bundesstaat Michoacán.

## Geschichte
Das Bistum Tacámbaro wurde am 26. Juli 1913 durch Papst Pius X. aus Gebietsabtretungen des Erzbistums Michoacán und des Bistums León errichtet und dem Erzbistum Michoacán als Suffraganbistum unterstellt. Am 30. April 1962 gab das Bistum Tacámbaro Teile seines Territoriums zur Gründung des mit der Apostolischen Konstitution Quo aptius errichteten Bistums Apatzingán ab. Eine weitere Gebietsabtretung erfolgte am 27. Oktober 1964 zur Gründung des mit der Apostolischen Konstitution Populo Dei errichteten Bistums Ciudad Altamirano.

## Bischöfe von Tacámbaro
- Leopoldo Lara y Torres, 1920–1933
- Manuel Pío López Estrada, 1934–1939, dann Bischof von Veracruz-Jalapa
- José Abraham Martínez Betancourt, 1940–1979
- Luis Morales Reyes, 1979–1985, dann Koadjutorbischof von Torreón
- Alberto Suárez Inda, 1985–1995, dann Erzbischof von Morelia
- Rogelio Cabrera López, 1996–2001, dann Bischof von Tapachula
- José Luis Castro Medellín MSF, 2002–2014
- Gerardo Díaz Vázquez, 2014–2023, dann Bischof von Colima
- Juan Carlos Arcq Guzmán, seit 2024